# Hauereck
Hauereck är ett berg i Österrike.   Det ligger i distriktet Weiz och förbundslandet Steiermark, i den östra delen av landet, 90 km sydväst om huvudstaden Wien. Toppen på Hauereck är 1 236 meter över havet.
Terrängen runt Hauereck är kuperad. Närmaste större samhälle är Mürzzuschlag, 9,3 km norr om Hauereck. 
I omgivningarna runt Hauereck växer i huvudsak blandskog. Runt Hauereck är det ganska tätbefolkat, med 72 invånare per kvadratkilometer.